# Altes katholisches Pfarrhaus (Affaltrach)

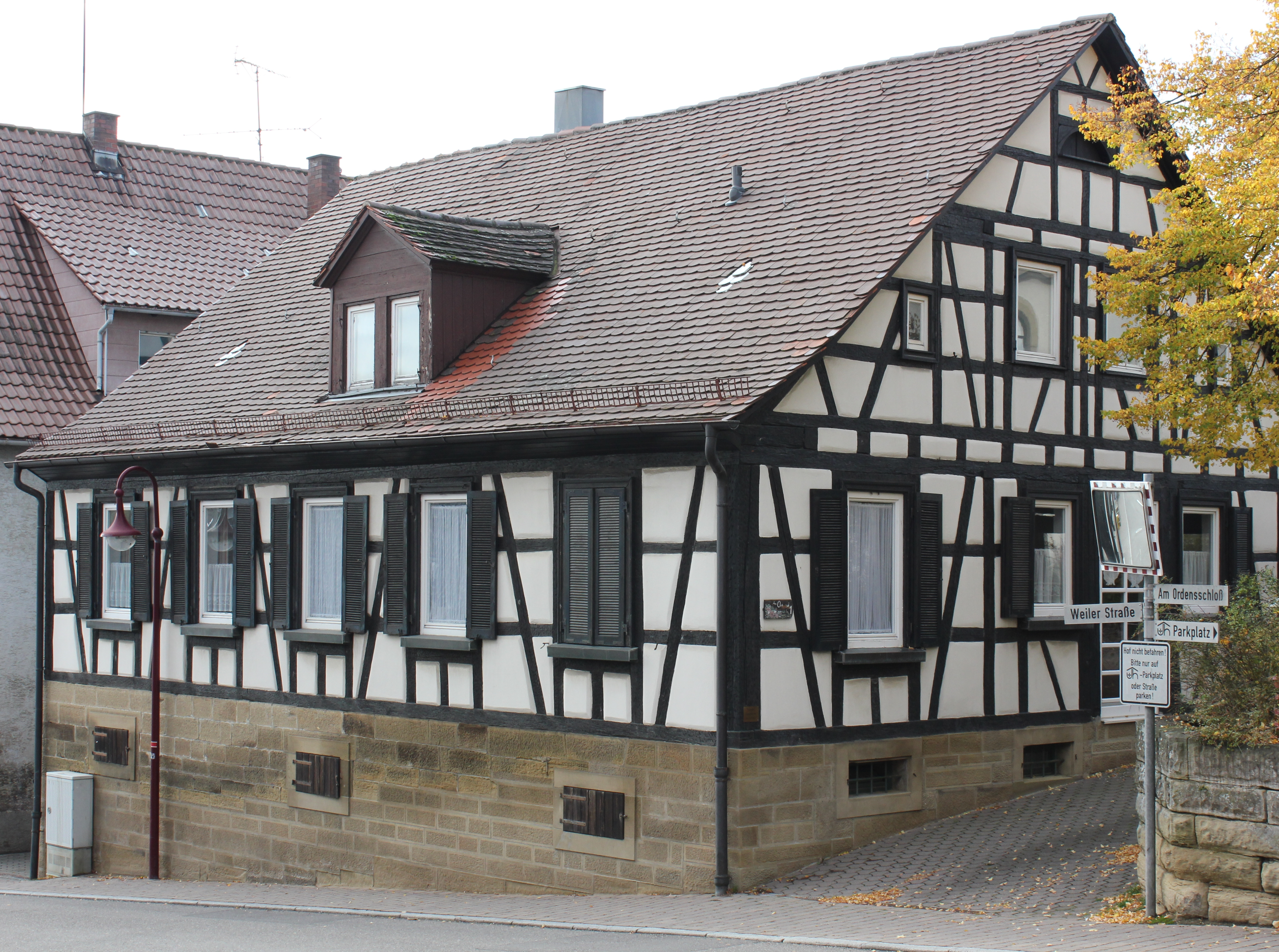
Altes katholische Pfarrhaus

Das alte katholische Pfarrhaus in Affaltrach, einem Ortsteil der Gemeinde Obersulm im Landkreis Heilbronn im nördlichen Baden-Württemberg, ist ein historisches Fachwerkgebäude von 1832 bei der Johanneskirche. Wie bereits ein Vorgängerbau diente es bis 1983 als katholisches Pfarrhaus, danach wurde es von der evangelischen Gemeinde erworben und in das neu erbaute Gemeindezentrum Johanniterhaus integriert.

## Geschichte
Das genaue Alter des Vorgängergebäudes bei der Johannskirche ist unbekannt. Es wurde gemäß alten Urkunden das „Hakenbaulische Haus“ genannt und befand sich vermutlich im Besitz des Juden Lew. 1735 wurde das damals bereits alte Haus durch den Johanniterorden, der seit 1406 die Ortsherrschaft in Affaltrach besaß, zum Gästehaus der Kapuziner umgebaut, die damals die katholische Pfarrstelle in Affaltrach besetzten. In dem Gebäude lebten ein Pfarrer und ein Kaplan, außerdem ein den Haushalt führender Laienbruder. Im Anbau des Gebäudes wurden zwei kleine Gästezimmer eingerichtet, im Wohngeschoss war ein Speisesaal. 1792 wurde das Haus nochmals durch den Johanniterorden renoviert.
Nach dem Übergang Affaltrachs an Württemberg bezog 1810 Pfarrer Johann Baptist Miller das Pfarrhaus. Er beherbergte 1815 den Dichter August von Platen.
Im Mai 1832 wurde das alte Gebäude abgebrochen, ab Juli 1832 wurde an seiner Stelle das heutige Gebäude durch die königlich württembergische Finanzkammer errichtet. Der damalige Pfarrer Neuber bewohnte unterdessen den Oberstock eines benachbarten Gasthauses. Noch vor der Fertigstellung des Pfarrhauses kehrte er im Oktober 1832 in den Neubau zurück. Fertiggestellt war das Gebäude im Dezember 1832.
Der Bau wurde von Pfarrer Neuber wie folgt beschrieben: „Das neue Pfarrhaus liegt tief und hart am Kirchhof. Gegen die Straße hin befindet sich eine Holzremise, zwölf Klafter fassend, jedoch wegen der Feuchtigkeit nicht zum Aufbewahren des Holzes geeignet. […] Im Erdgeschoss liegen das Wohnzimmer des Pfarrers und das nicht beheizbare Schlafzimmer. Rechts vom Eingang befinden sich ein Gastzimmer, an das die Küche angrenzt, und ein heizbares Domestikenzimmer. Links vom Hauseingang führt eine Stiege in den Dachstock, in dem sich das unheizbare Vikarszimmer als Mansardenzimmer und zwei Kammern befinden. Eine Stiege führt zum oberen Boden, der zum Aufbewahren des Holzes, Wasch trocknen und dergleichen dient.“ Am Haus selbst befand sich noch ein Gemüsegarten, ein größerer zugehöriger Garten lag außerhalb des Orts. Die Wasserversorgung erfolgte anfangs über den rund 30 Meter entfernten Gemeindebrunnen. Pfarrer Neuber war mit dem schlichten Neubau nicht sehr zufrieden, er urteilte: „Der Bau fiel nach meinem Dafürhalten nicht gut aus und ich wollte für das schwere Geld (bei 8000 Gulden) ein bequemeres, schöneres gebaut haben. So aber bauen königliche Beamte und nennen es gespaart dem Staate.“
Die schädliche starke Feuchtigkeit, die sich außer in der Holzremise auch im Gewölbekeller des Gebäudes bemerkbar machte, wurde nach der Umgestaltung des Kirchhofs im Jahr 1846 deutlich besser.
Das Gebäude diente bis zur Errichtung eines neuen katholischen Pfarrhauses 1983 seinem Bestimmungszweck. Danach wurde es 1984 für 225.000 DM von der evangelischen Kirchengemeinde erworben, die den Altbau in das in der Nachbarschaft neu errichtete Gemeindezentrum Johanniterhaus integrierte.